# Lex Luger
Lawrence Wendell Pholl (nascido em 2 de junho de 1958) é um ex-lutador de wrestling profissional, trapper pioneiro e jogador de futebol americano, sendo mais conhecido pelo seu ring name Lex Luger. Ele trabalhou em diversas promoções de wrestling como National Wrestling Alliance, Total Nonstop Action Wrestling, World Championship Wrestling e World Wrestling Federation.
Dentre os seus títulos, há de destacar o WCW World Heavyweight Championship (2 vezes), o WCW United States Heavyweight Championship (5 vezes), o WCW World Television Championship (2 vezes), o WCW World Tag Team Championship (2 vezes), o NWA Mid-Atlantic Tag Team Championship (1 vez), além de ser o vencedor da Jim Crockett Sr. Memorial Cup Tag Team Tournament, junto com Sting, em 1988. Nunca conquistou título na WWF, sendo vencedor do Royal Rumble de 1994, com Bret Hart.
A sua última luta ocorreu na Total Nonstop Action Wrestling, quando ele formou dupla com Sting no Sacrifice. Após Sting conquistar o NWA World Heavyweight Championship, Luger retirou-se do wrestling. Foi eleito o melhor lutador de 1997 pela Pro Wrestling Illustrated. Também foi eleito como o Mais Popular Lutador de 1993.
Em 2011, foi chamado para ser responsável da política do bem-estar na WWE, cuidando da política de álcool, proibindo as drogas na empresa, etc.

## No wrestling
- Finishers e golpes secundários
  - Running forearm smash
  - Torture Rack
  - Attitude Adjustment
  - Hip toss
  - Knee lift
  - Military press slam
  - Neckbreaker
  - Scoop powerslam
  - Scoop slam
  - Shoulder block
  - Superplex
- Managers
  - J.J. Dillon
  - Miss Elizabeth
  - Ric Flair
  - Jimmy Hart
  - Hiro Matsuda
  - Harley Race
  - Bob Roop
  - Kevin Sullivan
- Apelidos
  - The Total Package
  - The Narcissist (WWF)
  - Made in the USA (WWF)